# Pretty Nose
Pretty Nose (littéralement en anglais « joli nez ») est une cheffe de guerre arapaho connue pour avoir participé à la bataille de Little Bighorn, en 1876. Elle meurt centenaire en 1952 ou après, étant née vers 1851.
Au XXIe siècle, Pretty Nose apparait dans les romans La Vengeance des mères (sa photo étant en couverture de la version française du roman) et Les Amazones de Jim Fergus.